# Réserve de Canelo Hills Cienega
La réserve de Canelo Hills Cienega, est une réserve naturelle au sud-est de Sonoita, en Arizona, sur le côté est des collines de Canelo. La zone de 110 hectares constitue un mélange de terres humides rares de Cienega et de chênes noirs et de fétuques d'Arizona . La réserve est remarquable pour la rarissime orchidée des dames de Canelo (Spiranthes delitescens) , , le chevelu de Gila et le meunier de Gila qui poussent le long de ses berges alcalines. Le ranch a été acheté par le Nature Conservancy en 1969 à la famille Knipes . Il a été désigné monument naturel national en décembre 1974 .